# Urano (planeta)
Urano (português brasileiro) ou Úrano (português europeu) é o sétimo planeta a partir do Sol, o terceiro maior e o quarto mais massivo dos oito planetas do Sistema Solar. Foi nomeado em homenagem ao deus grego do céu, Urano. Embora seja visível a olho nu em boas condições de visualização, não foi reconhecido pelos astrônomos antigos como um planeta devido a seu pequeno brilho e lenta órbita. William Herschel anunciou sua descoberta em 13 de março de 1781, expandindo as fronteiras do Sistema Solar pela primeira vez na história moderna. Urano foi também o primeiro planeta a ser descoberto por meio de um telescópio.
Urano tem uma composição similar à de Netuno, e ambos possuem uma composição química diferente da dos maiores gigantes gasosos, Júpiter e Saturno. Como tal, os astrônomos algumas vezes os colocam em uma categoria separada, os "gigantes gelados". A atmosfera de Urano, embora similar às de Júpiter e Saturno em sua composição primária de hidrogênio e hélio, contém mais "gelos" tais como água, amônia e metano, assim como traços de hidrocarbonetos. É a mais fria atmosfera planetária no Sistema Solar, com uma temperatura mínima de 49 K (–224 °C). Tem uma complexa estrutura de nuvens em camadas, e acredita-se que a água forma as nuvens mais baixas, e o metano as mais exteriores. Em contraste, seu interior é formado principalmente por gelo e rochas.
Como os outros planetas gigantes, Urano tem um sistema de anéis, uma magnetosfera e vários satélites naturais. O sistema uraniano tem uma configuração única entre os planetas porque seu eixo de rotação é inclinado para o lado, quase no plano de translação do planeta. Portanto, seus polos norte e sul estão quase situados onde seria o equador nos outros planetas. Em 1986, imagens da sonda Voyager 2 mostraram Urano como um planeta virtualmente sem características na luz visível, ao contrário dos outros planetas gigantes que contêm faixas de nuvens e grandes tempestades. Entretanto, observações terrestres têm mostrado sinais de mudanças sazonais e aumento da atividade meteorológica nos últimos anos à medida que Urano se aproximou do equinócio. A velocidade de vento no planeta pode alcançar 250 metros por segundo (900 km/h).

## História

### Descoberta
Antes de sua descoberta como planeta, Urano foi observado em muitas ocasiões, geralmente confundido com uma estrela. O registro mais antigo de sua observação é de 1690 quando John Flamsteed o observou pelo menos seis vezes, e o catalogou como 34 Tauri. O astrônomo francês Pierre Lemonnier observou Urano pelo menos doze vezes entre 1750 e 1769, inclusive em quatro noites consecutivas.
Sir William Herschel observou o planeta em 13 de março de 1781 no jardim de sua casa no número 19 da New King Street na cidade de Bath, Somerset (agora o Museu Herschel de Astronomia), mas inicialmente o reportou (em 26 de abril de 1781) como um cometa. Herschel "se engajou em uma série de observações de paralaxe de estrelas fixas", usando um telescópio de sua própria construção. Ele registrou em seu jornal "No quartil próximo a ζ Tauri … tanto [uma] estrela Nebulosa ou possivelmente um cometa". Em 17 de março, ele anotou, "Olhei para o Cometa ou Estrela Nebulosa e descobri que é um cometa, pela sua mudança de local". Quando apresentou sua descoberta para a Royal Society, ele continuou declarando que tinha encontrado um cometa enquanto implicitamente comparando-o com um planeta:
| “ | A potência que eu tinha quando vi pela primeira vez o cometa era de 227. Por experiência sei que o diâmetro das estrelas fixas não é proporcionalmente ampliado com potências maiores, como acontece com planetas; portanto agora eu coloco a potência em 460 e 932, e descubro que o diâmetro do cometa aumentou em proporção à potência, como deveria ser supondo que ele não é uma estrela fixa, enquanto o diâmetro das estrelas às quais eu o comparei não estavam aumentando na mesma taxa. Além disso, como o cometa estava aumentando muito mais que sua luz, aparecia nebuloso e mal definido com essas altas potências, enquanto as estrelas preservaram aquele brilho e clareza que de milhares de observações eu sabia que elas iriam manter. Os acontecimentos posteriores mostraram que minhas suposições estavam bem fundamentadas, provando que é o cometa que temos observado ultimamente. | ” |

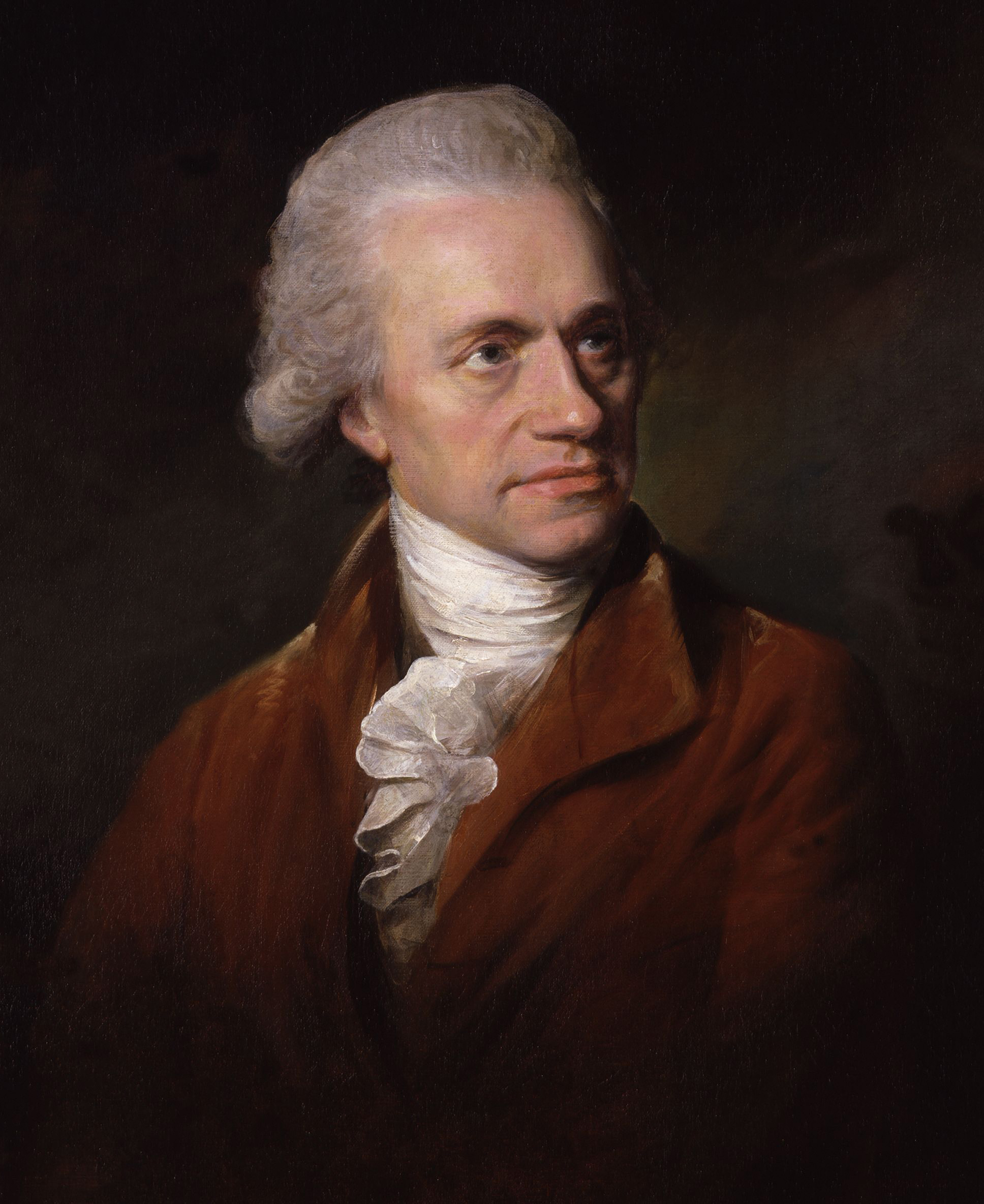
William Herschel, descobridor de Urano

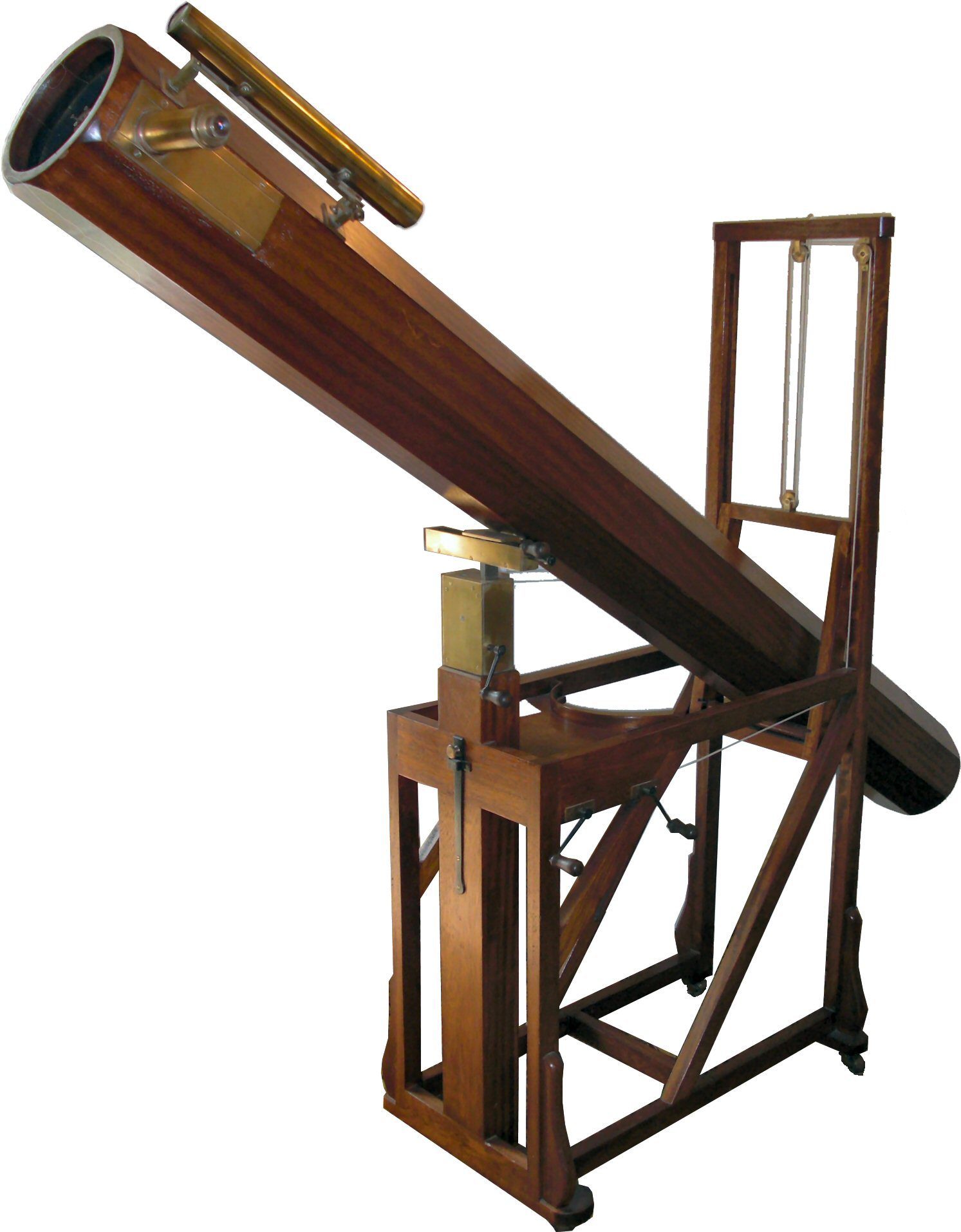
Réplica do telescópio utilizado por Herschel para descobrir Urano (William Herschel Museum, Bath)

Curiosamente, o planeta foi descoberto 39 anos antes do continente antártico. Herschel notificou o Astrônomo Real Britânico, Nevil Maskelyne, de sua descoberta e recebeu a seguinte resposta dele em 23 de abril: "Eu não sei como chamá-lo. Parece ser um planeta regular movendo-se em uma órbita quase circular ao Sol assim como um cometa movendo-se em uma elipse bem excêntrica. Eu ainda não observei nenhuma coma ou cauda nele".
Enquanto Herschel continuava a cautelosamente descrever o novo objeto como um cometa, outros astrônomos já começavam a suspeitar o contrário. O astrônomo russo Anders Johan Lexell foi o primeiro a calcular a órbita do novo objeto e sua órbita quase circular o levou a concluir que era um planeta ao invés de um cometa. O astrônomo alemão Johann Elert Bode descreveu a descoberta de Herschel como "uma estrela que pode ser considerada até aqui como um planeta desconhecido circulando além da órbita de Saturno”. Bode concluiu que sua órbita quase circular era mais parecida com um planeta do que com um cometa.
Em pouco tempo o objeto foi universalmente aceito como um novo planeta. Em 1783, o próprio Herschel reconheceu o fato para o presidente da Royal Society Joseph Banks: "Pela observação dos mais eminentes Astrônomos na Europa parece que a nova estrela que eu tive a honra de indicar em Março de 1781, é um planeta principal do nosso Sistema Solar". Em reconhecimento a este feito, Rei Jorge III deu a Herschel um salário anual de £ 200 com a condição que ele se mudasse para Windsor para que a Família Real pudesse ter a chance de observar o céu usando seus telescópios.

### Nomeação
Maskelyne pediu a Herschel para nomear o planeta por ter sido o descobridor. Em resposta à solicitação de Maskelyne, Herschel decidiu nomear o objeto como Georgium Sidus (Estrela de Jorge), ou "Georgian Planet" em homenagem ao seu novo patrono, o Rei Jorge III. Ele explicou sua decisão posteriormente em uma carta para Joseph Banks:
| “ | Nas fabulosas épocas dos tempos antigos as designações de Mercúrio, Vênus, Marte, Júpiter e Saturno foram dadas aos planetas, como os nomes de seus principais heróis e deuses. Na mais filosófica era presente dificilmente seria permitido recorrer ao mesmo método chamando-o de Juno, Palas, Apolo ou Minerva, ao novo corpo celeste. A primeira consideração de qualquer evento em particular, ou incidente notável, parece ser sua cronologia: se em qualquer tempo futuro fosse perguntado, quando esse último Planeta conhecido foi descoberto? Seria uma resposta satisfatória dizer, 'no reinado do Rei Jorge III'. | ” |

A proposta de Herschel não ficou popular fora do Reino Unido, e outros nomes foram rapidamente propostos. O astrônomo Jérôme Lalande propôs que o planeta fosse nomeado Herschel em homenagem ao seu descobridor. O astrônomo sueco Erik Prosperin propôs o nome Netuno que era apoiado por outros astrônomos que gostavam da ideia de comemorar as vitórias da frota da Marinha Real Britânica a caminho da Guerra da Revolução Americana, até chamando o novo planeta de Neptune George III ou Neptune Great Britain. Bode, entretanto, optou por Urano, a versão latinizada do deus grego do céu Urano. Bode argumentou que como Saturno era o pai de Júpiter, o novo planeta deveria ser nomeado em homenagem ao pai de Saturno. Em 1789, o colega de Bode na Academia de Ciências Real, Martin Klaproth, nomeou seu elemento recém descoberto de "urânio" em apoio à escolha de Bode. Finalmente, a sugestão de Bode se tornou a mais amplamente utilizada, e se tornou universal em 1850 quando o HM Nautical Almanac Office trocou o nome Georgium Sidus para Urano.

### Nomenclatura
Urano é o único planeta cujo nome é derivado de uma figura da mitologia grega ao invés da mitologia romana: o grego "Οὐρανός" foi transformado na forma em latim "Ūranus", sendo o adjetivo "Uraniano". Seu símbolo astronômico é , que é um híbrido ente os símbolos de Marte e do Sol porque Urano era o Céu na mitologia grega, o qual se imaginava ser dominado pelos poderes do Sol e Marte. Seu símbolo astrológico é , que foi sugerido por Lalande em 1784. Em uma carta para Herschel, Lalande o descreveu como "un globe surmonté par la première lettre de votre nom". Na língua chinesa, coreana, japonesa e vietnamita o astro foi nomeado literalmente traduzido como a estrela rei do céu (天王星).

## Órbita e rotação

Translação de Urano ao redor do Sol a cada 84 anos terrestres. Sua distância média ao Sol é de aproximadamente 3 bilhões de quilômetros (20 UA)

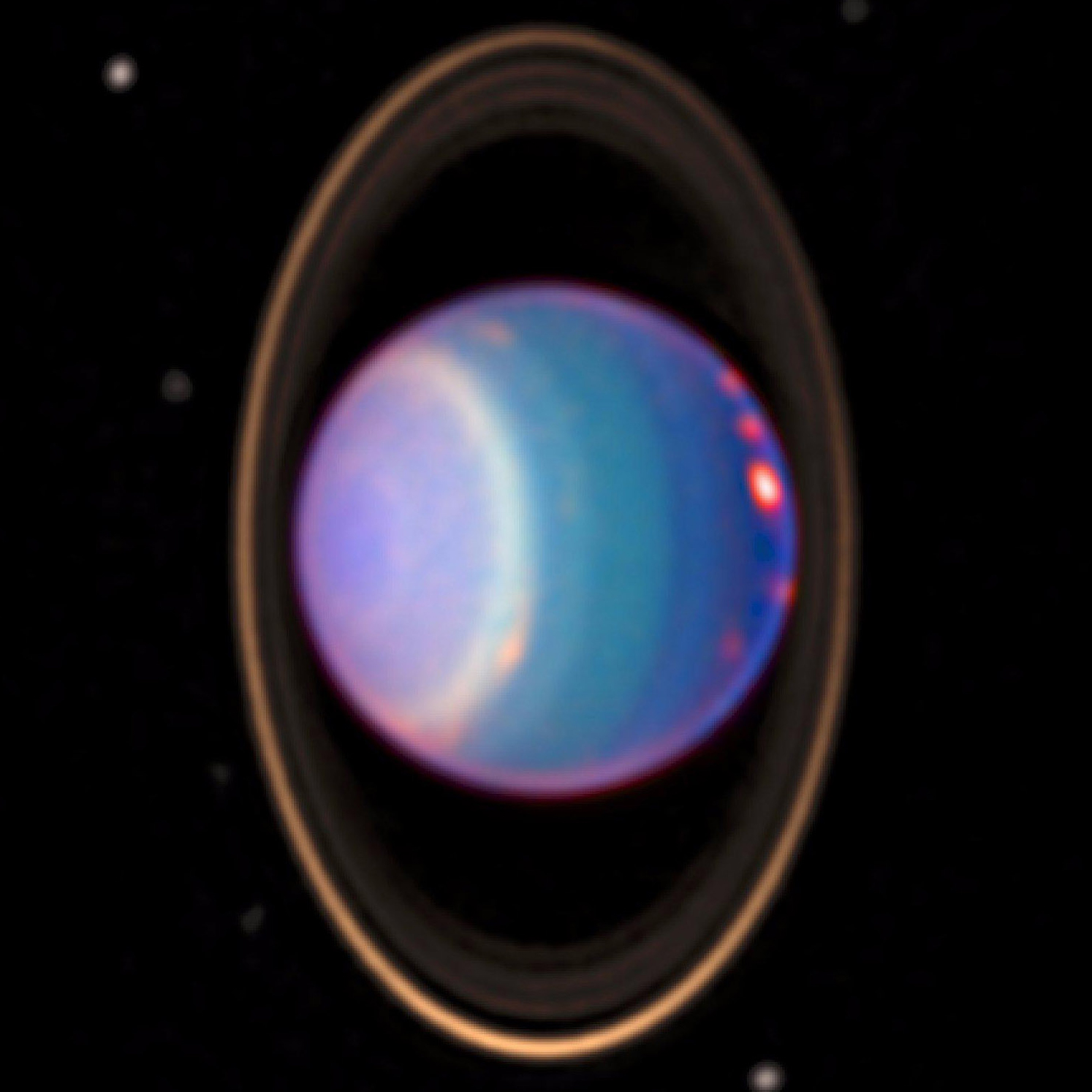
Imagem no infravermelho próximo feita pelo Telescópio Hubble em 1998 mostrando as faixas de nuvens, anéis planetários e satélites naturais

Urano completa uma volta ao redor do Sol a cada aproximadamente 84 anos terrestres. Sua distância média ao Sol é de aproximadamente 3 bilhões de quilômetros (20 UA). A intensidade da luz solar é de cerca de 1/400 da terrestre. Os elementos orbitais do planeta foram calculados pela primeira vez em 1783 por Pierre-Simon Laplace. Com o tempo, discrepâncias começaram a aparecer entre as órbitas previstas e observadas e, em 1841, John Couch Adams propôs que as diferenças poderiam ser causadas devido à atração gravitacional de um planeta desconhecido. Em 1845, Urbain Le Verrier começou uma pesquisa independente da órbita de Urano e em 23 de setembro de 1846 Johann Gottfried Galle localizou um novo planeta, nomeado posteriormente Netuno, quase na posição prevista por Le Verrier.
O período de rotação no interior de Urano é de 17 horas e 14 minutos. Como em todos os planetas gigantes, sua atmosfera superior experimenta ventos muito fortes na direção da rotação. Em algumas latitudes, tais como a dois terços da distância do equador ao polo sul, detalhes visíveis da atmosfera se movem muito mais rápido, completando uma rotação em pouco mais de 14 horas.

### Inclinação axial
Urano tem uma inclinação axial de 97,77 graus, ou seja, seu eixo de rotação é aproximadamente paralelo ao plano do Sistema Solar, o que faz o planeta girar de lado, como se fosse uma bola rolando numa superfície. Isto provoca mudanças sazonais completamente diferentes das observadas nos outros planetas. Próximo ao solstício uraniano, um dos polos é iluminado continuamente pelo Sol enquanto o outro está em escuridão. Apenas uma pequena faixa perto do equador experimenta um ciclo dia-noite rápido, mas com o Sol baixo no horizonte como nas regiões polares terrestres. No outro lado da órbita do planeta a orientação dos polos em relação ao Sol é revertida. Cada polo recebe 42 anos contínuos de luz solar, seguidos de 42 anos de escuridão.
| Hemisfério Norte       | Ano        | Hemisfério Sul         |
| ---------------------- | ---------- | ---------------------- |
| Solstício de Inverno   | 1902, 1986 | Solstício de Verão     |
| Equinócio de Primavera | 1923, 2007 | Equinócio de Outono    |
| Solstício de Verão     | 1944, 2028 | Solstício de Inverno   |
| Equinócio de Outono    | 1965, 2049 | Equinócio de Primavera |

Um dos resultados da orientação do eixo é que, em média durante um ano, as regiões polares de Urano recebem uma quantidade energia solar maior que a região equatorial. Apesar disso, Urano é mais quente na região do equador do que nos polos. O mecanismo interior que causa isto ainda é desconhecido. A razão da inclinação axial anormal também não é bem conhecida, mas a especulação usual é de que durante a formação do Sistema Solar, um protoplaneta do tamanho da Terra colidiu com Urano, causando a orientação inclinada. O polo sul de Urano estava virado quase diretamente para o Sol durante o sobrevoo da sonda Voyager 2 em 1986. A nomeação deste polo como "sul" usa a definição atualmente endossada pela União Astronômica Internacional, que diz que o polo norte de um planeta ou satélite deve ser o polo acima do plano invariável do Sistema Solar, independentemente da direção que o planeta está girando. Uma convenção diferente é algumas vezes utilizada, em que o norte e sul do corpo são definidos de acordo com a regra da mão direita em relação à direção da rotação. De acordo com esse último sistema de coordenadas o polo norte de Urano estava iluminado em 1986.

### Visibilidade
Entre 1995 e 2006, a magnitude aparente de Urano variou entre +5,6 e +5,9, deixando-o perto do limite de visibilidade a olho nu, que é de +6,5. Seu diâmetro angular vai de 3,4 a 3,7 segundos de arco, comparado ao de Saturno que é de 16 a 20 segundos e o de Júpiter é de 32 a 45 segundos. Em oposição, Urano é visível a olho nu em céus escuros, e é visível com um binóculo mesmo em áreas urbanas. Em telescópios amadores cujo diâmetro da objetiva seja de 15 a 23 cm, o planeta aparece como um pálido disco cinza com um distinto escurecimento de bordo. Com um telescópio de 25 cm ou maior, podem ser vistos os padrões das nuvens e alguns de seus maiores satélites, como Titânia e Oberon.

## Estrutura interna

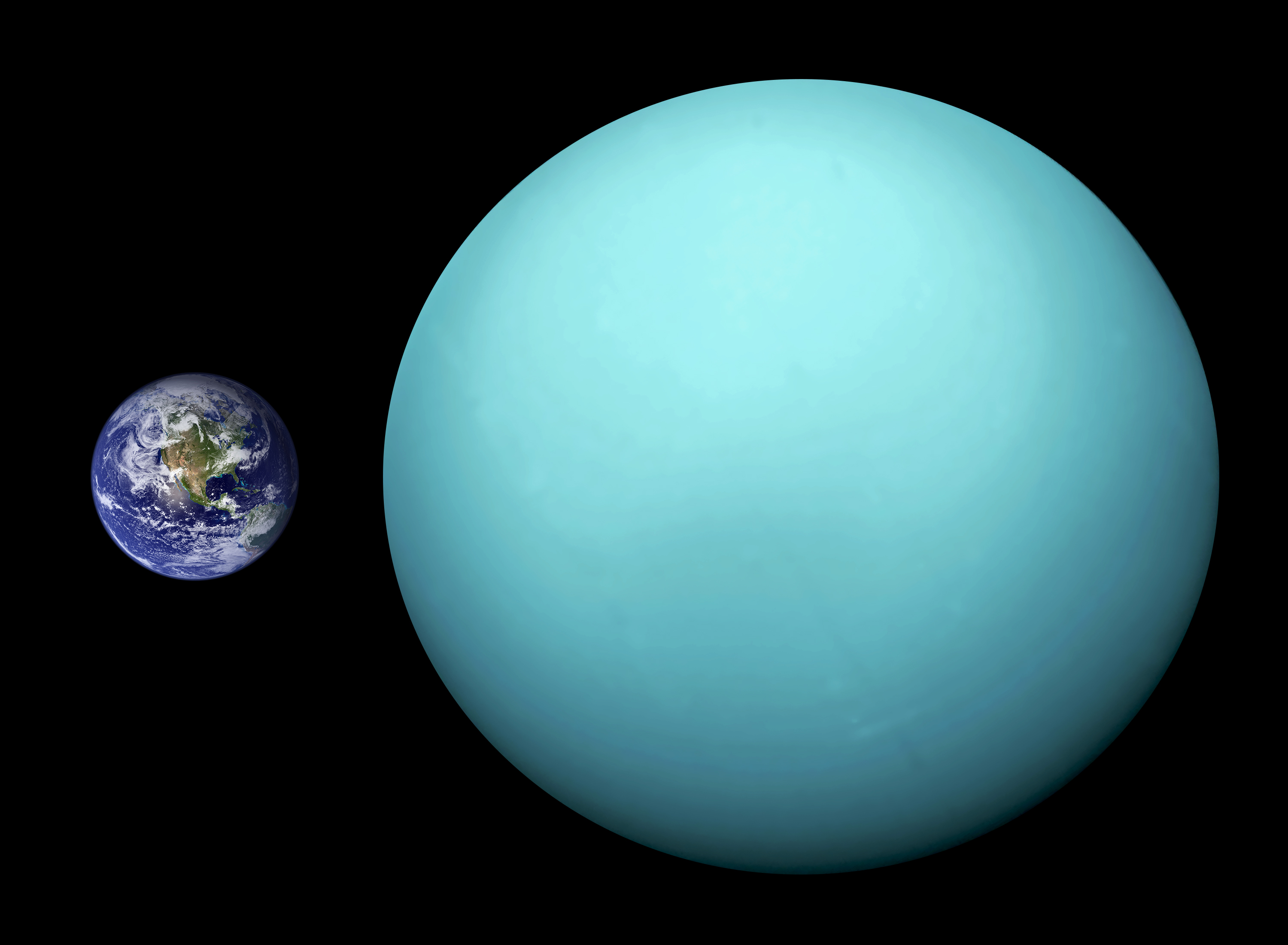
Comparação de tamanho entre a Terra e Urano

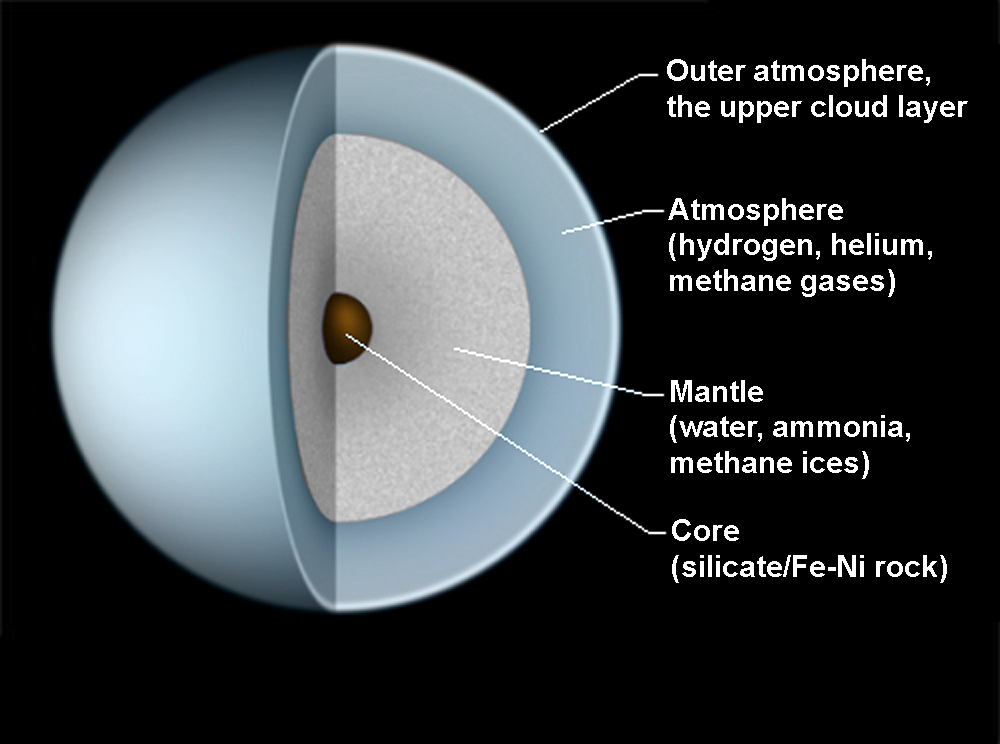
Diagrama do interior do planeta

A massa de Urano é de aproximadamente 14 vezes a terrestre, tornando-o o menos massivo dos planetas gigantes. Seu diâmetro é um pouco maior que o de Netuno e aproximadamente quatro vezes o terrestre, resultando em uma densidade de 1,27 g/cm3 que o faz o segundo planeta menos denso, atrás de Saturno. Este valor indica que ele é feito primariamente de gelos, tais como água, amônia e metano. A massa total de gelo no interior do planeta não é conhecida com precisão, visto que valores diferentes aparecem dependendo do modelo escolhido; deve estar entre 9,3 e 13,5 massas terrestres. Hidrogênio e hélio constituem uma pequena parte do total, entre 0,5 e 1,5 massas terrestres. O restante da massa que não é gelo (de 0,5 a 3,7 massas terrestres) é considerado material rochoso.
O modelo padrão da estrutura de Urano é que o planeta consiste de três camadas: um núcleo rochoso de silicatos/ferro-níquel no centro, um manto de gelo no meio e uma atmosfera de hidrogênio/hélio. O núcleo é relativamente pequeno, com uma massa de apenas 0,55 massas terrestres e um raio inferior a 20% do planeta; o manto compreende a maior parte do planeta, com aproximadamente 13,4 massas terrestres, enquanto a atmosfera superior tem uma massa de aproximadamente 0,5 massas terrestres e se estende pelos 20% restantes do raio planetário. A densidade do núcleo é de 9 g/cm3, com uma pressão no centro de 8 milhões de bars (800 GPa) e uma temperatura aproximada de 5 000 K. O manto gelado não é composto de fato pelo gelo convencional, mas de um fluido quente e denso consistindo de água, amônia e outros voláteis. Esse fluido, que tem uma alta condutividade elétrica, é algumas vezes chamado de oceano de água-amônia. A composição principal de Urano e Netuno é bem diferente da de Júpiter e Saturno, com o gelo dominando sobre os gases, assim justificando sua classificação em separado como gigantes gelados. Pode existir uma camada de água iônica, onde as moléculas de água se quebram em uma sopa de íons de hidrogênio e oxigênio, e uma região mais profunda de água superiônica, em que o oxigênio cristaliza mas os íons hidrogênio se movem livremente na estrutura do oxigênio.
Enquanto o modelo acima é considerado o padrão, não é o único; outros modelos também satisfazem as observações. Por exemplo, se uma quantidade substancial de hidrogênio e material rochoso for misturada ao manto de gelo, a massa total de gelos no interior seria menor, e assim a massa total de rochas e hidrogênio seria maior. Atualmente os dados disponíveis não permitem determinar qual é o modelo correto. A estrutura interior do fluido em Urano significa que não há superfície sólida. A atmosfera gasosa gradualmente transita para as camadas internas líquidas. Por questão de conveniência, um esferoide oblato giratório fixo no ponto em que a pressão atmosférica é igual a 1 bar (100 kPa) é condicionalmente designado como a "superfície". Tem um raio polar e equatorial de 25 559 ± 4 e 24 973 ± 20 km, respectivamente. Esta superfície será usada através do artigo como o ponto zero para a altitude.

### Calor interno
O calor interno de Urano parece ser acentuadamente menor que o de outros planetas gigantes; em termos astronômicos, tem um fluxo termal menor. Ainda não se sabe por quê a temperatura interna de Urano é tão baixa. Netuno, que tem um tamanho e composição similar, irradia 2,61 vezes mais energia no espaço do que recebe do Sol. Urano, por outro lado, irradia apenas uma pequena parte do excesso de calor. A energia total irradiada pelo planeta na parte do espectro do infravermelho distante (ou seja, calor) é 1,06 ± 0,08 vezes a energia solar absorvida na atmosfera. De fato, o fluxo de calor uraniano é de apenas 0,042 ± 0,047 W/m2, que é menor que o fluxo interno de calor terrestre de aproximadamente 0,075 W/m2. A menor temperatura registrada na tropopausa de Urano foi de 49 K (–224 °C), tornando-o o planeta mais frio do Sistema Solar.
Contudo, dois estudos enviados ao periódico da Universidade de Cornell em 2025 afirmam que o calor irradiado pelo planeta seja entre 12,5% e 15% maior do que a quantidade recebida pelo Sol, uma quantia significantemente diferente do que os 6% aceitos até então. Esta divergência de valores se dá pelo avanço na tecnologia recente dos telescópios, possibilitando uma aquisição de dados mais apurada, e levaram os astrônomos a concluírem que, possivelmente, a Voyager 2 ou mediu erroneamente os índices de calor quando de sua passagem por Urano - em 1986 - ou a passagem se deu em um momento incomum, esta última sendo a hipótese mais aceita.
Uma das hipóteses para estas discrepâncias sugere que quando Urano foi atingido por um grande impacto, que expeliu a maior parte do seu calor primordial, ele foi deixado com uma temperatura mais baixa no núcleo. Outra hipótese é de que existe algum tipo de barreira nas camadas superiores na atmosfera que impede o calor do núcleo de atingir a superfície. Por exemplo, pode acontecer convecção em um conjunto de camadas de diferentes composições, que podem inibir a condução do calor.

## Atmosfera

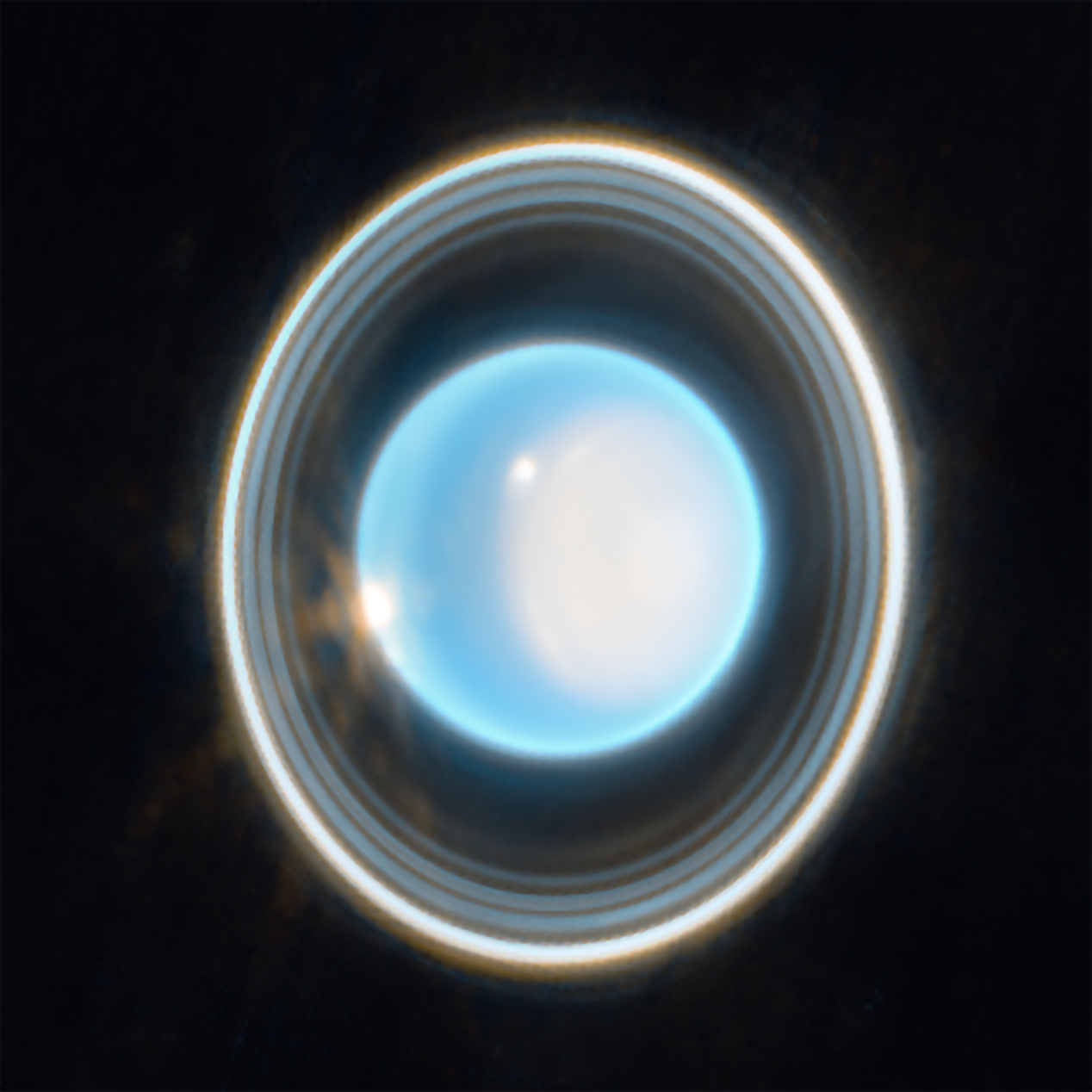
Urano pelo Telescópio Espacial James Webb (fevereiro de 2023).

Embora não exista uma superfície sólida bem definida no interior de Urano, a parte mais externa da camada gasosa que é acessível ao sensoriamento remoto é chamada de atmosfera. O sensoriamento remoto consegue penetrar até aproximadamente 300 km abaixo da pressão de nível de 1 bar (100 kPa), com uma pressão correspondente por volta de 100 bar (10 MPa) e temperatura de 320 K. A tênue coroa da atmosfera se estende consideravelmente até dois raios planetários a partir da superfície nominal de 1 bar de pressão. A atmosfera uraniana pode ser dividida em três camadas: a troposfera, entre as altitudes de −300 e 50 km com pressão de 100 a 0,1 bar; a estratosfera, atravessando altitudes entre 50 e 4 000 km e pressões entre 0,1 e 10−10 bar; e a termosfera/coroa estendendo-se de uma altitude de 4 000 km a vários raios a partir da superfície nominal de 1 bar de pressão. Ao contrário da atmosfera terrestre, a uraniana não possui mesosfera.

### Composição
A composição da atmosfera uraniana é diferente do resto do planeta, consistindo principalmente de hidrogênio molecular e hélio. A fração molar de hélio, o número de átomos de hélio por molécula de gás, é de 0,15 ± 0,03 na atmosfera superior, o que corresponde a uma fração de massa de 0,26 ± 0,05. O valor é muito próximo à fração de massa de hélio protossolar de 0,275 ± 0,01, indicando que o hélio não se assentou no centro do planeta como nos outros gigantes gasosos. O terceiro mais abundante constituinte da atmosfera é o metano (CH4). O metano tem uma proeminente banda de absorção no espectro visível e no infravermelho próximo, deixando a cor do planeta água-marinha ou ciano. As moléculas de metano correspondem a 2,3% da atmosfera por fração molar ao nível de pressão de 1,3 bar (130 kPa); isto representa aproximadamente 20 a 30 vezes a abundância de carbono encontrada no Sol. A relação de mistura, isto é, o número de moléculas do composto por molécula de hidrogênio, é muito menor do que na atmosfera superior, devido à sua temperatura extremamente baixa, que diminui o nível de saturação e causa o congelamento do excesso de metano. A abundância de compostos menos voláteis tais como amônia, água e sulfeto de hidrogênio no interior da atmosfera não é bem explicada. Estes compostos têm provavelmente valores maiores que os solares. Junto ao metano, são encontrados na estratosfera traços de vários hidrocarbonetos, os quais se acredita serem produzidos a partir do metano pela fotólise induzida pela radiação solar ultravioleta. Os compostos incluem etano (C2H6), acetileno (C2H2), metilacetileno (CH3C2H) e diacetileno (C2HC2H). A espectroscopia também revelou traços de vapor de água, monóxido de carbono e dióxido de carbono na atmosfera superior, que só podem ter se originado de uma fonte externa, como poeira de cometas.

### Troposfera

Perfil de temperatura da troposfera e estratosfera inferior. Nuvens e camadas de névoa também são indicadas

A troposfera é a parte mais baixa e densa da atmosfera, sendo caracterizada pela diminuição da temperatura à medida que aumenta a altitude. A temperatura cai de aproximadamente 320 K na base da troposfera nominal, a −300 km, até 53 K a 50 km. A temperatura na região mais fria da troposfera (a tropopausa) na verdade varia numa faixa de 49 e 57 K, dependendo da latitude planetária. A região da tropopausa é responsável pela maior parte das emissões térmicas de infravermelho próximo do planeta, assim determinando sua temperatura efetiva de 59,1 ± 0,3 K.
Acredita-se que troposfera possui uma complexa estrutura de nuvens; lança-se a hipótese da existência de nuvens de água abaixo da faixa de pressão de 50 a 100 bar (5 a 10 MPa), nuvens de hidrosulfeto de amônia na faixa de 20 a 40 bar (2 a 4 MPa), nuvens de amônia ou sulfeto de hidrogênio entre 3 e 10 bar (0,3 a 1 MPa) e finalmente finas nuvens de metano detectadas diretamente a 1 a 2 bar (0,1 a 0,2 MPa). A troposfera é uma parte muito dinâmica da atmosfera, exibindo fortes ventos, nuvens brilhantes e mudanças sazonais, que são todas discutidas abaixo.

### Atmosfera superior
A camada do meio da atmosfera uraniana é a estratosfera, onde a temperatura no geral aumenta com a altitude, indo de 53 K na tropopausa para entre 800 e 850 K na base da termosfera. O calor da estratosfera é causado pela absorção da radiação UV e IR solar pelo metano e outros hidrocarbonetos, que são formados nesta parte da atmosfera como resultado da fotólise do metano. O calor também é conduzido a partir da termosfera quente. Os hidrocarbonetos ocupam uma camada relativamente estreita em altitudes entre 100 e 300 km, correspondentes a uma faixa de pressão de 10 a 0,1 mbar (1 000 a 10 kPa) e temperaturas entre 75 e 170 K. Os hidrocarbonetos mais abundantes são metano, acetileno e etano com uma razão de mistura de aproximadamente 10−7 em relação ao hidrogênio. A razão de mistura do monóxido de carbono é similar nestas altitudes. A razão de mistura de hidrocarbonetos mais pesados e dióxido de carbono é três ordens de magnitude inferior. A taxa de abundância de água é de aproximadamente 7×10−9. Etano e acetileno tendem a condensar na parte inferior da estratosfera e tropopausa (abaixo do nível de 10 mBar) formando as camadas de névoa, que podem em parte ser responsáveis pela aparência uniforme de Urano. A concentração de hidrocarbonetos na estratosfera uraniana acima da névoa é significativamente menor que na estratosfera de outros planetas gigantes.
A parte mais externa da atmosfera uraniana é formada pela termosfera e coroa, que tem uma temperatura uniforme em torno de 800 a 850 K. As fontes de calor necessárias para manter tais valores altos não são compreendidas, uma vez que nem a radiação UV solar nem a atividade auroral podem fornecer a energia necessária. A fraca eficiência de resfriamento devido à falta de hidrocarbonetos na estratosfera superior a 0,1 mBar pode contribuir no fenômeno. Além do hidrogênio molecular, a termosfera-coroa contém muitos átomos de hidrogênio livres. Sua pequena massa e as altas temperaturas explicam porque a coroa se estende além de 50 000 km ou dois raios planetários. Esta coroa estendida é uma característica única de Urano. Seu efeito inclui o arrasto de pequenas partículas orbitando o planeta, causando uma depleção geral da poeira nos anéis uranianos. A termosfera e a parte superior da estratosfera correspondem à ionosfera do planeta. Observações demonstram que a ionosfera ocupa altitudes de 2 000 a 10 000 km. A ionosfera uraniana é mais densa que a de Saturno e Netuno, o que pode ser causado pela pequena concentração de hidrocarbonetos na estratosfera. A ionosfera é sustentada principalmente pela radiação UV solar e sua densidade depende da atividade solar. A atividade auroral é insignificante quando comparada à de Júpiter e Saturno.

## Anéis planetários

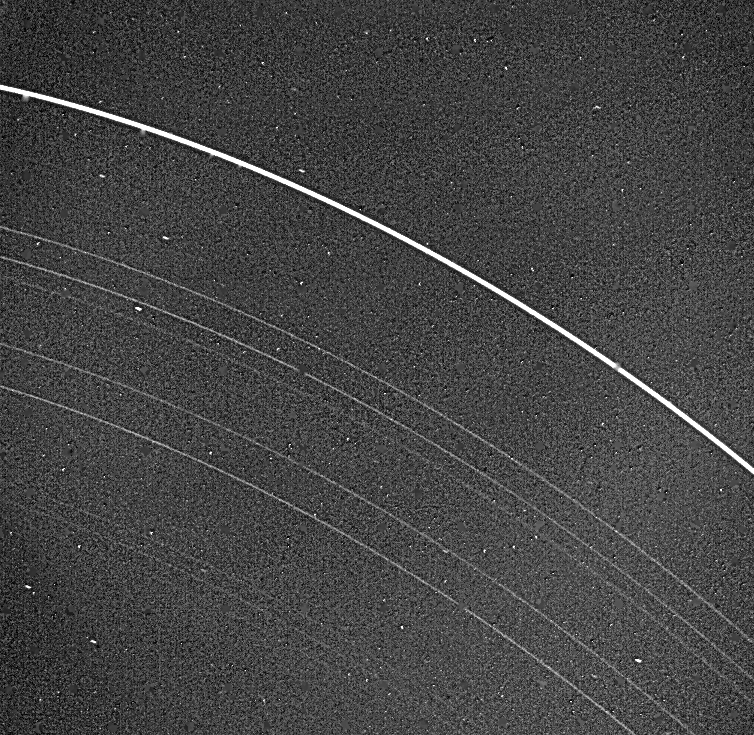
Anéis interiores de Urano. O anel brilhante externo é o anel ε; oito outros anéis estão presentes

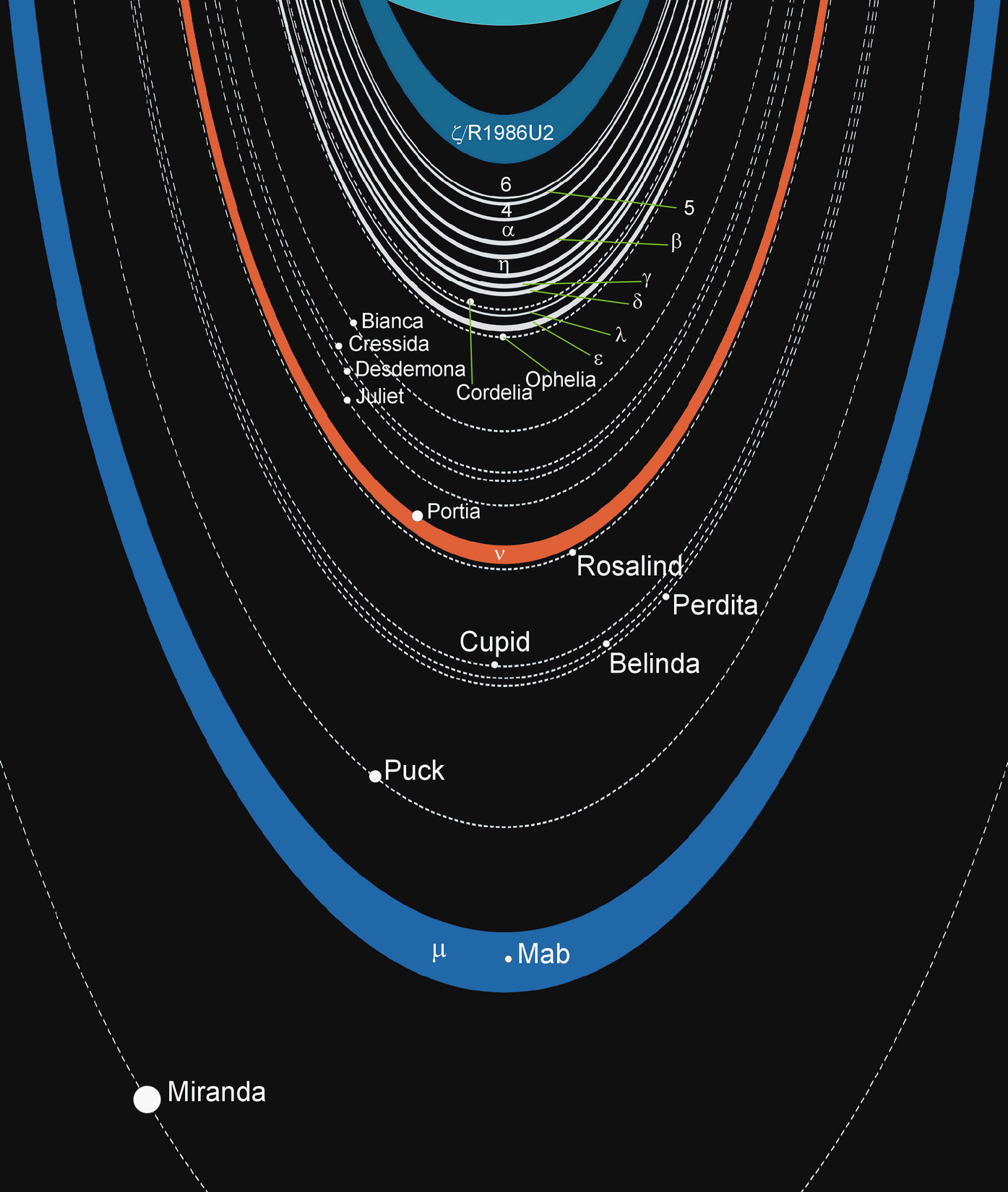
Sistema de anéis uraniano

Urano tem um complexo sistema de anéis planetários, que foi o segundo a ser descoberto no Sistema Solar após os de Saturno. Os anéis são compostos de partículas extremamente escuras, cujo tamanho varia de micrômetros a frações de um metro. Atualmente são conhecidos treze anéis, sendo o mais brilhante o anel ε. Com exceção de dois, os anéis são muito estreitos, com poucos quilômetros de extensão. São provavelmente jovens; considerações dinâmicas indicam que eles não se formaram com o planeta. A matéria dos anéis pode ter sido parte de um planeta gelado cerca de uma a três vezes a massa da Terra que se fragmentou em um impacto de alta velocidade. Dos inúmeros fragmentos que se formaram como resultado deste impacto, somente poucas partículas sobreviveram em zonas estáveis limitadas, correspondentes aos atuais anéis.
William Herschel descreveu um possível anel em torno de Urano em 1789. Esta observação é geralmente considerada duvidosa, pois os anéis são relativamente fracos, e nos dois séculos seguintes nenhum outro foi registrado por observadores. Todavia Herschel fez uma precisa descrição do tamanho do anel ε, seu ângulo relativo à Terra, cor vermelha, e mudanças aparentes enquanto Urano transitava em torno do Sol. O sistema de anéis foi definitivamente descoberto em 10 de março de 1977 por James L. Elliot, Edward W. Dunham, e Douglas J. Mink no Kuiper Airborne Observatory. A descoberta foi acidental; eles planejavam utilizar a ocultação da estrela SAO 158687 por Urano para estudar a atmosfera do planeta. Quando suas observações foram analisadas, eles descobriram que a estrela tinha desaparecido rapidamente cinco vezes antes e depois de ser ocultada pelo planeta. Eles concluíram que deveria existir um sistema de anéis ao redor do planeta. Mais tarde, eles detectaram quatro outros anéis. Os anéis foram fotografados diretamente quando a Voyager 2 passou pelo planeta. A sonda também descobriu outros dois anéis fracos, elevando o número para onze.
Em dezembro de 2005, o Telescópio Espacial Hubble detectou um par de anéis desconhecidos. O maior é localizado no dobro da distância do planeta do que os outros anéis conhecidos. Estes dois anéis estão tão longe do planeta que foram denominados sistema de anéis "exteriores". O Hubble detectou também dois pequenos satélites, um dos quais, Mab, compartilha a órbita com o anel exterior recém-descoberto. Os novos anéis aumentaram a quantidade total para treze. Em abril de 2006, imagens dos novos anéis feitas com o Observatório Keck revelaram as suas cores: o mais externo é azul e o outro, vermelho. Uma hipótese a respeito do anel exterior azul é de que seja composto por minúsculas partículas de gelo da superfície de Mab que são pequenas o suficiente para espalhar a luz azul. Em contraste, os anéis interiores parecem ser cinza.

## Campo magnético

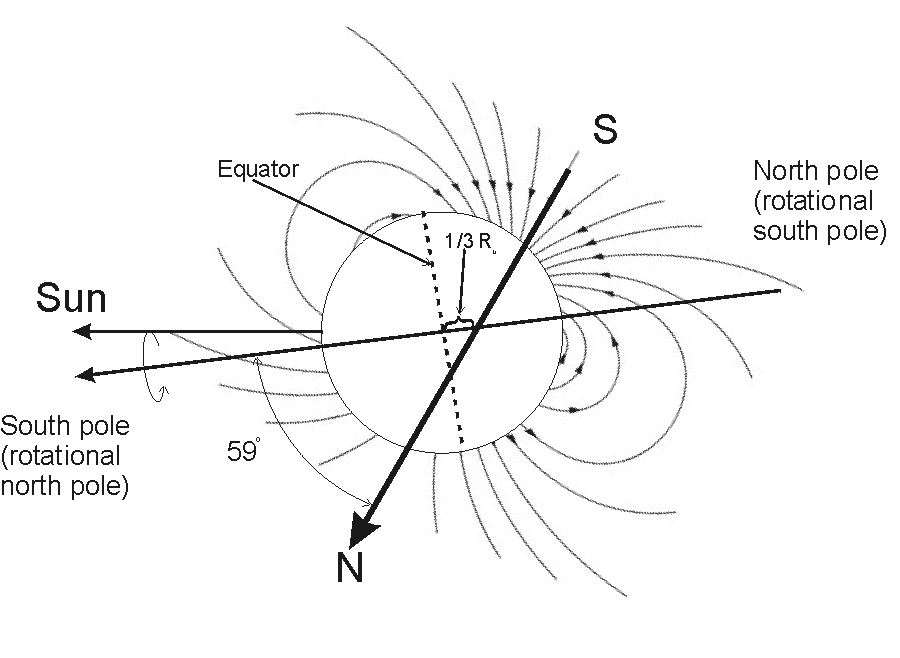
O campo magnético de Urano conforme observado pela Voyager 2 em 1986. S e N são os polos magnéticos sul e norte

Antes da chegada da Voyager 2 não havia sido feita nenhuma medição da magnetosfera uraniana, portanto sua natureza permanecia um mistério. Antes de 1986, astrônomos esperavam que o campo magnético de Urano fosse alinhado ao vento solar, uma vez que estaria alinhado com os polos do planeta que estão situadas na eclíptica.
As observações da Voyager revelaram que o campo magnético é peculiar por não ser originado no centro geométrico do planeta e porque tem uma inclinação de 59º em relação ao eixo de rotação. De fato, o dipolo magnético é deslocado do centro em direção ao polo sul rotacional por quase um terço do raio planetário. Esta geometria incomum resulta em uma magnetosfera altamente assimétrica, na qual o campo magnético na superfície no hemisfério sul pode ser tão baixa quanto 0,1 gauss (10 µT), enquanto que no hemisfério norte pode ser tão forte quanto 1,1 gauss (110 µT). O campo magnético na superfície é de 0,23 gauss (23 µT). Em comparação, o campo magnético terrestre é quase igualmente forte em qualquer dos polos, e o "equador magnético" é aproximadamente paralelo ao equador geográfico. O momento de dipolo de Urano é 50 vezes o terrestre. O campo magnético de Netuno tem um deslocamento e inclinação similar, sugerindo que esta pode ser uma característica dos gigantes de gelo. Uma hipótese é que, ao contrário dos campos magnéticos dos planetas telúricos e gigantes gasosos, que são gerados dentro de seus núcleos, os campos magnéticos dos gigantes de gelo são gerados pelo movimento em profundidades relativamente baixas de, por exemplo, o oceano de água-amônia.
Apesar do seu curioso alinhamento, outros aspectos da magnetosfera uraniana são como os de outros planetas: ela tem um choque em arco localizado a aproximadamente 23 raios planetários à frente, uma magnetopausa a 18 raios uranianos, e uma magnetocauda e cinturão de radiação completamente desenvolvidos. Em geral, a estrutura da magnetosfera de Urano é diferente da jupiteriana e mais similar à de Saturno. A magnetocauda arrasta-se por trás do planeta para dentro do espaço por milhões de quilômetros e é deformada pelo movimento lateral de rotação formando um grande saca-rolhas.
A magnetosfera contém partículas carregadas: prótons (protões) e elétrons (eletrões) com uma pequena quantidade de íons (iões) de H2+. Nenhum íon pesado foi detectado. Muitas destas partículas provavelmente derivam da coroa atmosférica quente. A energia dos íons e elétrons podem ser de até 4 e 1,2 megaeletronvolt, respectivamente. A densidade de íons de baixa energia (1 kiloelétrovolt) na magnetosfera interior é de aproximadamente 2 cm−3. A população de partículas é fortemente afetada pelas 28 luas uranianas que varrem a magnetosfera deixando notáveis lacunas. O fluxo de partículas é forte o suficiente para causar o escurecimento ou erosão espacial da superfície das luas em uma escala astronômica relativamente rápida de 100 000 anos. Isto pode ser a causa da cor escura das luas e anéis. Urano tem uma aurora relativamente bem desenvolvida, que é vista como arcos brilhantes em volta de ambos os polos magnéticos. Ao contrário de Júpiter, a aurora uraniana parece ser insignificante no balanço de energia da termosfera planetária.

## Clima

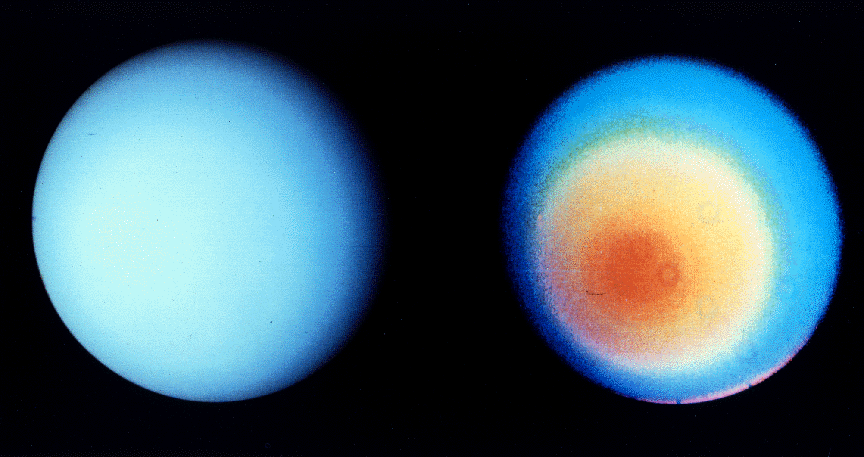
Hemisfério sul de Urano na cor próxima do real (esquerda) e em comprimentos de onda curtos (direita), mostrando as faixas de nuvens fracas e a "capa" atmosférica conforme vista pela Voyager 2

Nos comprimentos de onda visível e ultravioleta, a atmosfera uraniana é notavelmente uniforme em comparação aos outros gigantes gasosos, inclusive Netuno, que de outros modos se assemelha a Urano. Quando a Voyager 2 sobrevoou o planeta em 1986, observou um total de dez formações de nuvens em todo o planeta. Uma explicação para essa escassez de detalhes é que o calor interno parece ser acentuadamente menor que o de outros planetas gigantes. A menor temperatura registrada na tropopausa de Urano foi de 49 K, tornando-o o planeta mais frio do Sistema Solar.

### Estruturas de faixas, ventos e nuvens

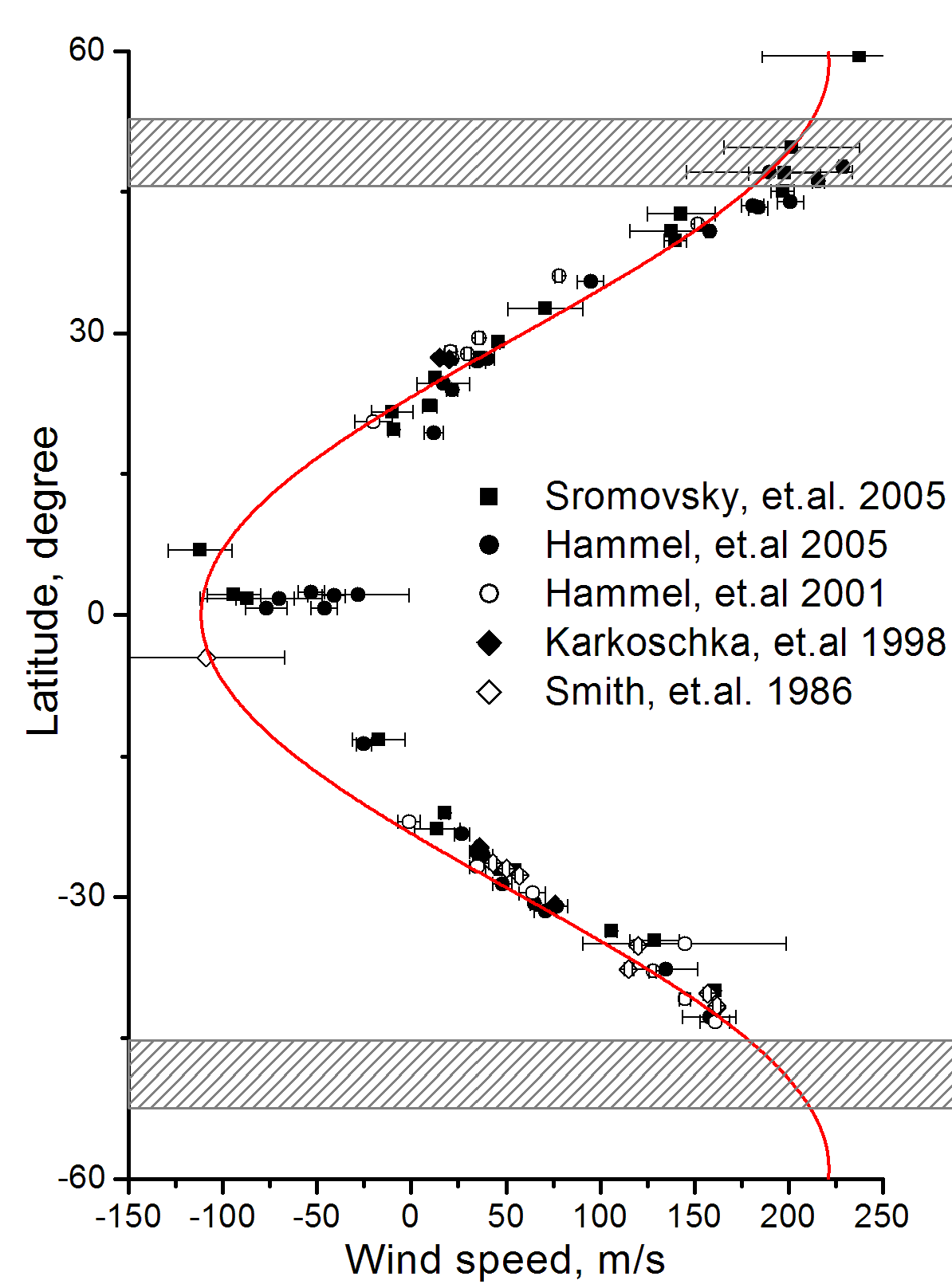
Velocidade do vento em diferentes zonas de Urano. Áreas sombreadas mostram o colar do sul e sua futura contraparte ao norte. A curva vermelha é um ajuste simétrico para os dados

Em 1986 a Voyager 2 descobriu que o hemisfério sul visível de Urano pode ser dividido em duas regiões: uma calota polar brilhante e uma faixa equatorial escura (ver figura ao lado). Sua fronteira está localizada a aproximadamente -45 graus de latitude. Um faixa estreita de -45 a -50 graus de latitude é a mais brilhante grande característica visível na superfície do planeta. É chamada de "colar" do sul. Acredita-se que a calota e o colar seja uma região densa de nuvens de metano localizadas dentro de uma faixa de pressão de 1,3 a 2 bar (ver acima). Além da estrutura de faixas em larga escala, a Voyager 2 observou dez pequenas nuvens brilhantes, a maioria situada vários graus ao norte do colar. Em todos os outros aspectos Urano parecia, em 1986, um planeta dinamicamente morto. Infelizmente a sonda chegou durante o verão do hemisfério sul e não pôde observar o hemisfério norte. No início do século XXI, quando a região polar norte tornou-se visível, o Telescópio Espacial Hubble e o telescópio Keck inicialmente não observaram nenhum colar ou calota polar no hemisfério norte. Urano parecia então ser assimétrico: brilhoso perto do polo sul e uniformemente escuro na região norte do colar sul. Em 2007, quando Urano passou pelo seu equinócio, o colar sul quase desapareceu, enquanto um fraco colar surgiu ao norte próximo a 45 graus de latitude.

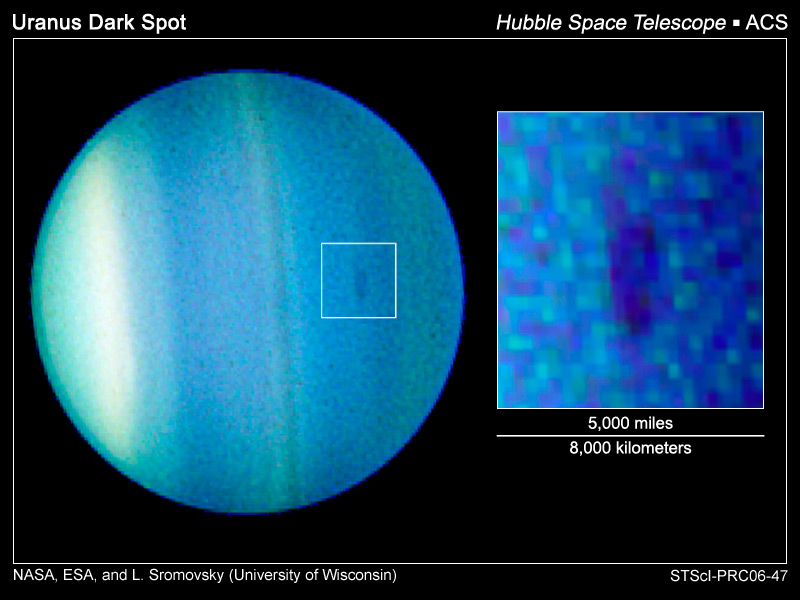
A primeira mancha negra observada em Urano. Imagem obtida pela Advanced Camera for Surveys do Hubble em 2006

Na década de 1990, o número de nuvens brilhantes observadas aumentou consideravelmente, em parte por causa das novas técnicas disponíveis de imagem em alta resolução. A maioria foi encontrada no hemisfério norte conforme ele se tornou visível. Uma explicação preliminar - que as nuvens brilhantes são mais fáceis de serem identificadas na parte escura do planeta, pois no hemisfério sul o colar brilhante as disfarça - mostrou ser incorreta: de fato, o número verdadeiro de nuvens brilhantes aumentou consideravelmente. Mesmo assim havia diferenças entre as nuvens em cada hemisfério. As nuvens no norte são menores, mais nítidas, mais brilhantes e parecem residir em altitudes mais altas. O tempo de vida das nuvens varia em várias ordens de magnitude. Algumas pequenas duram horas enquanto pelo menos uma ao sul pode ter persistido desde o sobrevoo da Voyager 2 em 1986. Observações recentes também revelaram que tais nuvens têm muito em comum com as de Netuno. Por exemplo, a mancha escura observada em Netuno nunca tinha sido observada em Urano antes de 2006, quando a primeira mancha desse tipo foi fotografada. Especula-se que Urano se torne mais parecido com Netuno durante sua estação equinocial.
O rastreamento de várias nuvens permitiu a determinação de ventos de latitude na troposfera superior de Urano. No equador os ventos são retrógrados, o que significa que seu sentido é oposto ao movimento de rotação do planeta, com velocidades de −100 a −50 m/s. A velocidade do vento aumenta com a distância do equador alcançando o valor zero perto da latitude de ±20°, onde está a temperatura mínima da troposfera. Perto dos polos, os ventos mudam para a direção prógrada, fluindo com a rotação do planeta. A velocidade continua a aumentar atingindo o máximo na latitude de ±60° antes de retornar a zero nos polos. A velocidade do vento na latitude de -40° varia entre 150 e 200 m/s. Uma vez que o colar oculta todas as nuvens abaixo deste paralelo, é impossível medir velocidades entre ele e o polo sul. Por outro lado, no hemisfério norte velocidades máximas de até 240 m/s são observadas perto da latitude de 50°.

### Variação sazonal

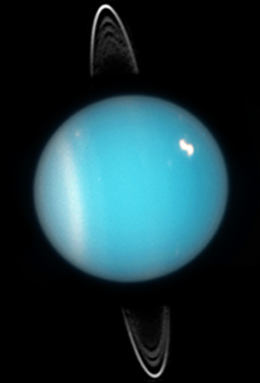
Urano em 2005. Anéis, colar sul e nuvens brilhantes no hemisfério norte são visíveis (imagem da Advanced Camera for Surveys do Hubble)

Por um curto período entre março e maio de 2004, várias nuvens grandes surgiram na atmosfera de Urano, dando ao planeta uma aparência semelhante a Netuno. As observações incluíram uma quebra do recorde de velocidade do vento de 229 m/s (824 km/h) e uma persistente tempestade com trovões apelidada de "fogos de artifício de quatro de julho". Em 23 de agosto de 2006 pesquisadores do Space Science Institute (Boulder, CO) e da Universidade de Wisconsin observaram uma mancha negra na superfície, fornecendo aos astrônomos uma maior compreensão da atividade atmosférica do planeta. Não é compreendido como esta repentina elevação na atividade surgiu, mas parece que a inclinação axial extrema resulta em variações sazonais extremas no tempo. Determinar a natureza das variações sazonais é difícil porque dados satisfatórios da atmosfera existem há menos de 84 anos, ou um ano uraniano completo. Um grande número de descobertas tem sido feito. A fotometria ao longo de metade do ano uraniano (começando na década de 1950) tem demonstrado uma variação regular de brilho em duas áreas do espectro, com o máximo ocorrendo nos solstícios e o mínimo nos equinócios. Uma variação periódica similar, com os máximos nos solstícios, tem sido observada nas medições de microondas da troposfera profunda. Medições de temperatura na estratosfera iniciadas na década de 1970 também mostraram valores máximos perto do solstício de 1986. Acredita-se que a maioria desta variabilidade ocorre devido a mudanças na geometria de observação.
Existem razões para acreditar que estão acontecendo mudanças físicas sazonais em Urano. Enquanto o planeta é conhecido por ter uma brilhante região polar no sul, o polo norte é escuro, o que é incompatível com o modelo de mudanças sazonais descrito acima. Durante o anterior solstício do norte, em 1944, Urano mostrava elevados níveis de brilho, o que sugere que o polo norte não foi sempre escuro. Esta informação implica que o polo visível clareia antes do solstício e escurece após o equinócio. Análises detalhadas de dados de microondas e luz visível revelaram que as mudanças periódicas de brilho não são completamente simétricas nos solstícios, que indicam também mudanças nos padrões meridionais de albedos. Finalmente, na década de 1990, à medida que Urano se afastava do seu solstício, o Hubble e telescópios terrestres revelaram que a calota polar no sul escureceu consideravelmente (exceto o colar sul, que permanece brilhante), enquanto o hemisfério norte demonstrou aumento de atividade, tais como formação de nuvens e ventos mais fortes, sustentando a expectativa de que deveria clarear em breve. Isto de fato aconteceu em 2007 quando o planeta passou pelo equinócio: um fraco colar no norte surgiu, enquanto o colar no sul se tornou praticamente invisível, embora o perfil das zonas de ventos tenha permanecido levemente assimétrico, com os ventos do norte sendo mais lentos que os do sul.
O mecanismo de mudanças físicas ainda não é compreendido. Perto dos solstícios de verão e inverno, os hemisférios uranianos situam-se alternadamente ou no brilho total dos raios solares ou diante do espaço profundo. Acredita-se que o aumento de brilho do hemisfério iluminado seja resultado do espessamento de nuvens de metano e camadas de névoa localizadas na troposfera. O colar brilhante na latitude -45º também é associado com nuvens de metano. Outras mudanças na região polar sul podem ser explicadas pelas mudanças nas camadas inferiores de nuvens. A variação da emissão de microondas do planeta é provavelmente causada pela mudança na circulação da troposfera profunda, porque nuvens polares compactas e névoa podem inibir a convecção. Agora que os equinócios de outono e primavera estão próximos, as dinâmicas estão mudando e a convecção pode ocorrer novamente.

## Formação
Muitos argumentam que as diferenças entre os gigantes de gelo e os gigantes gasosos se estendem à sua formação. Acredita-se que o Sistema Solar tenha se formado a partir de uma bola gigante de gás e poeira conhecida como nebulosa pré-solar. Grande parte dos gases da nebulosa, principalmente hidrogênio e hélio, formaram o Sol, enquanto os grãos de poeira se aglutinaram para formar os primeiros protoplanetas. Conforme os planetas cresciam, alguns eventualmente sofreram acreção de matéria suficiente para a sua gravidade prender o resto de gás remanescente da nebulosa. Quanto mais gás prendiam, maiores se tornavam; quanto maiores se tornavam, mais gás conseguiam prender até chegar a um ponto crítico, e seu tamanho começou a crescer exponencialmente. Os gigantes de gelo, com apenas algumas massas terrestres de gás da nebulosa, nunca alcançaram este ponto crítico. Simulações recentes de migração planetária têm sugerido que ambos os gigantes de gelo se formaram mais perto do Sol do que suas atuais posições, e se moveram para o exterior mais tarde, uma hipótese detalhada pelo modelo de Nice.

## Satélites

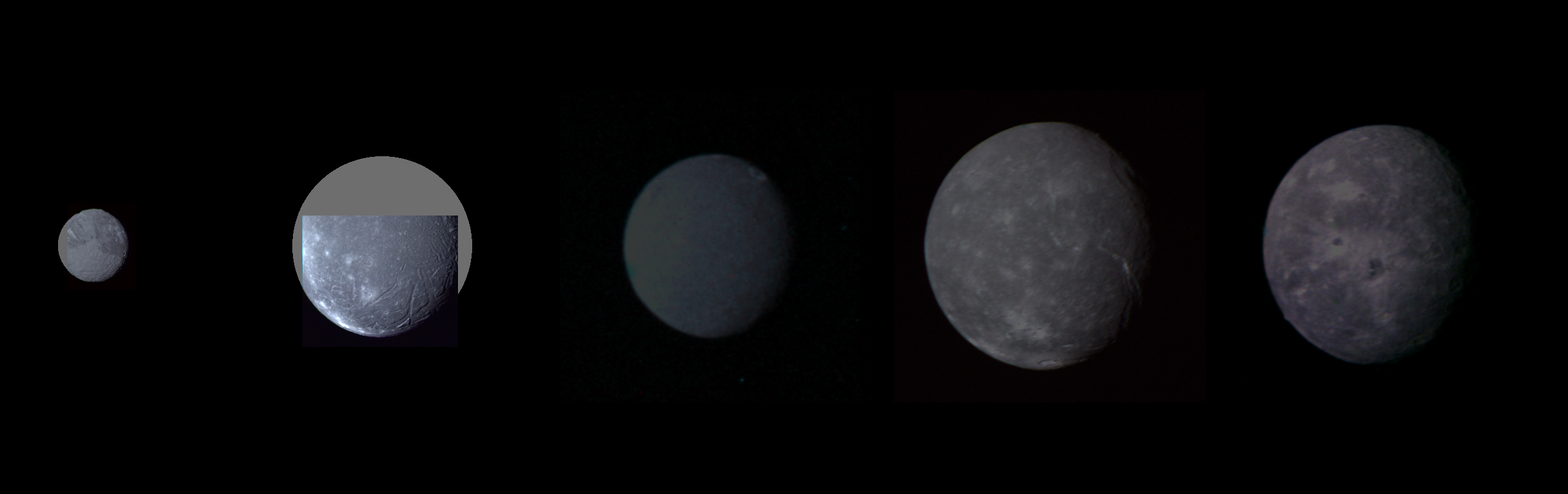
Maiores luas de Urano em ordem crescente de distância (esquerda para direita), em seus tamanhos relativos apropriados e albedos (colagem de fotografias da Voyager 2)

Urano tem 29 satélites naturais conhecidos, os nomes dos quais foram escolhidos a partir de personagens das obras de William Shakespeare e Alexander Pope. Os cinco principais são Miranda, Ariel, Umbriel, Titânia e Oberon A massa total dos satélites uranianos é a menor entre os gigantes gasosos; de fato, a massa combinada dos cinco maiores seria menor que a de Tritão, o maior satélite de Netuno. O maior dos satélites, Titânia, tem um raio de somente 788,9 km, menos da metade do raio da Lua mas um pouco maior que Reia, a segunda maior lua de Saturno, fazendo de Titânia a oitava maior lua do Sistema Solar. Os satélites têm albedos relativamente baixos, variando de 0,20 para Umbriel a 0,36 para Ariel. As luas são conglomerados compostos por aproximadamente de 50% de gelo e 50% de rocha, do qual o gelo pode incluir amônia e dióxido de carbono.
Ariel parece ter a superfície mais jovem e tem menor quantidade de crateras de impacto, enquanto a de Umbriel parece ser a mais velha. Miranda é um dos corpos mais estranhos do Sistema Solar com cânions de 20 km de profundidade e uma mistura característica de superfícies antigas e novas. Acredita-se que sua atividade geológica tenha sido orientada por aquecimento de marés numa época em que sua órbita era mais excêntrica que a atual, provavelmente como resultado da ressonância orbital de 3:1 anteriormente mantida com Umbriel. Processos de rifte associados com a ascensão de diapiros são provavelmente a origem da sua corona com aparência de pista de corrida. Do modo similar, acredita-se que Ariel tenha tido ressonância de 4:1 com Titânia.
Abaixo tem uma lista com os cinco principais satélites naturais de Urano comparados por tamanho.
| Nome    | Imagem | Diâmetro (em quilômetros) | Massa (em 10^15kg) | Semi-eixo maior (em quilômetros) | Referências             |
| ------- | ------ | ------------------------- | ------------------ | -------------------------------- | ----------------------- |
| Titânia |        | 1577,8 ± 3,6              | 3 419 961          | 436 300                          | [ 131 ] [ 132 ] [ 133 ] |
| Oberon  |        | 1522,8 ± 5,2              | 2 883 438          | 583 500                          | [ 134 ] [ 132 ] [ 133 ] |
| Umbriel |        | 1169,4 ± 5,6              | 1 221 414          | 266 000                          | [ 135 ] [ 132 ] [ 133 ] |
| Ariel   |        | 1157,8 ± 1,2              | 1 294 849          | 190 900                          | [ 136 ] [ 132 ] [ 133 ] |
| Miranda |        | 471,6 ± 1,4               | 65 941             | 129 900                          | [ 137 ] [ 132 ] [ 133 ] |

## Exploração

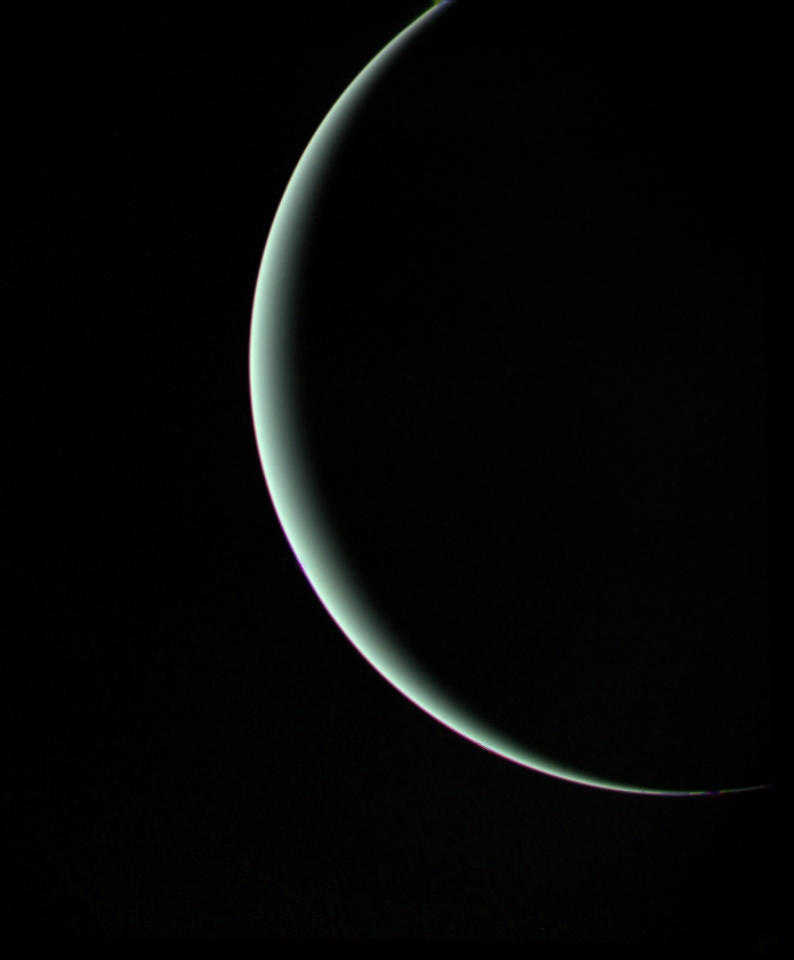
Urano crescente fotografado pela Voyager 2, quando a sonda estava partindo para Netuno

Em novembro de 1985, a sonda interplanetária Voyager 2 iniciou o sobrevoo do planeta atingindo a distância mais próxima em 24 de janeiro de 1986, chegando a 81 500 km do planeta, antes de continuar sua jornada para Netuno. A sonda estudou a estrutura e composição química da atmosfera uraniana incluindo o clima, único entre os planetas do sistema solar, provocado pela inclinação axial de 97,77°, os cinco maiores satélites e os nove anéis até então conhecidos. A sonda também estudou o campo magnético, sua estrutura irregular e a inclinação que formam uma magnetocauda em forma de saca-rolha por causa de sua orientação. A Voyager 2 também descobriu outros dez satélites e mais dois anéis, nomeados posteriormente como lambda (λ) e Zeta (ζ).
A possibilidade de enviar a sonda Cassini a Urano foi avaliada em 2009 num plano de prolongar a missão da sonda. Ela levaria cerca de 20 anos para chegar ao sistema uraniano após deixar Saturno. Uma sonda e satélite uranianos foram recomendados pelo projeto Planetary Science Decadal Survey de 2013-2022 publicado em 2011; a proposta inclui o lançamento entre 2020-2023 e uma viagem de 13 anos até o planeta. A Agência Espacial Europeia avaliou uma missão de "classe-média" chamada Uranus Pathfinder.
Em agosto de 2004 o Telescópio Espacial Hubble foi utilizado para observação do planeta tendo descoberto mais dois satélites e dois anéis. Observações posteriores feitas por telescópios em solo registraram imagens em infravermelhos de somente um dos anéis recém descobertos. Cientistas sugerem que esta diferença de observação indique uma origem diferente para os dois anéis recém descobertos. O externo, não visualizado pelas observação terrestre em infravermelho, teria sido formado pela colisão de asteróides no satélite Mab enquanto o interno seria composto de partículas menores semelhantes a poeira e com uma coloração vermelha.